# Cracticus quoyi
Cracticus quoyi là một loài chim trong họ Cracticidae.

## Hình ảnh

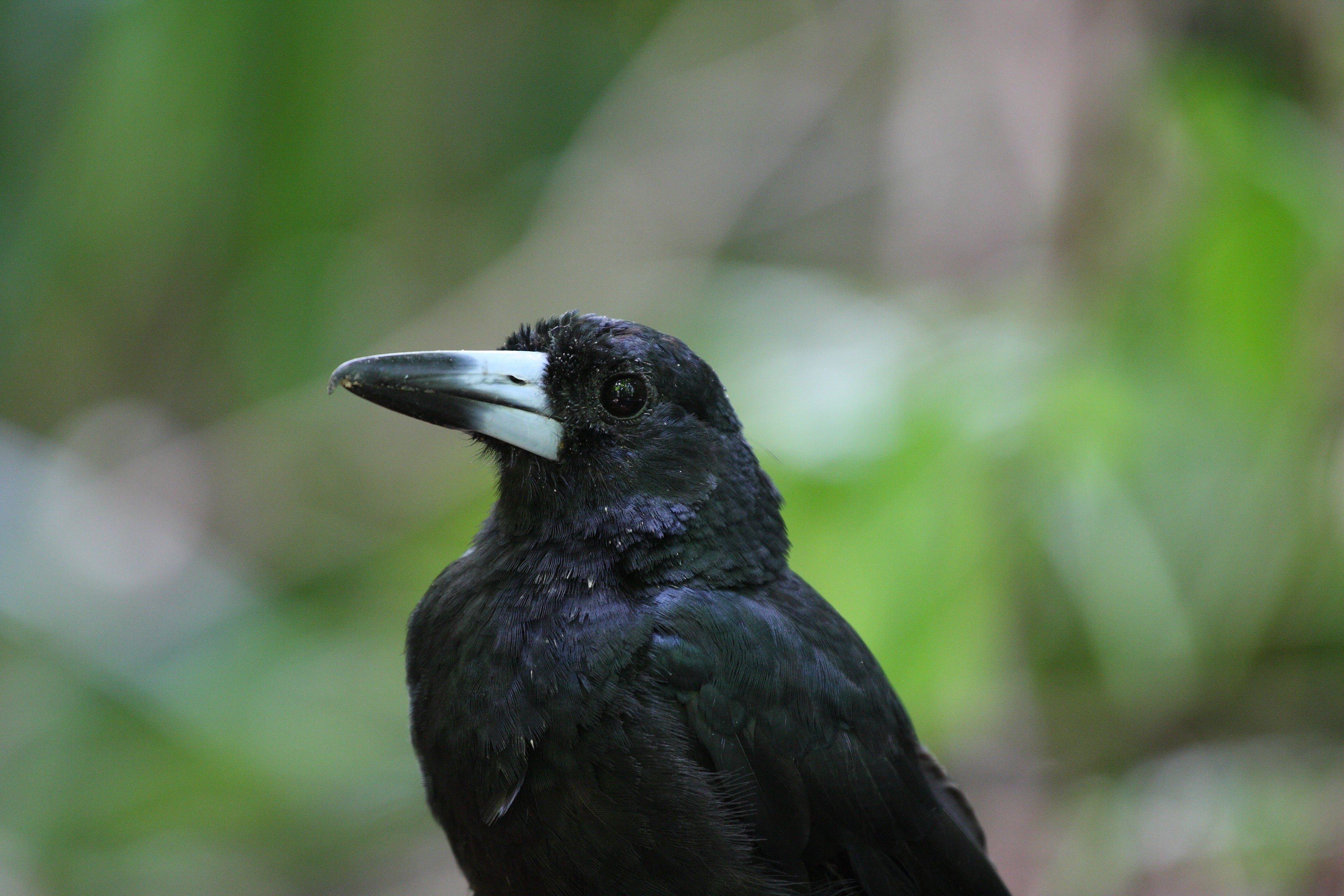
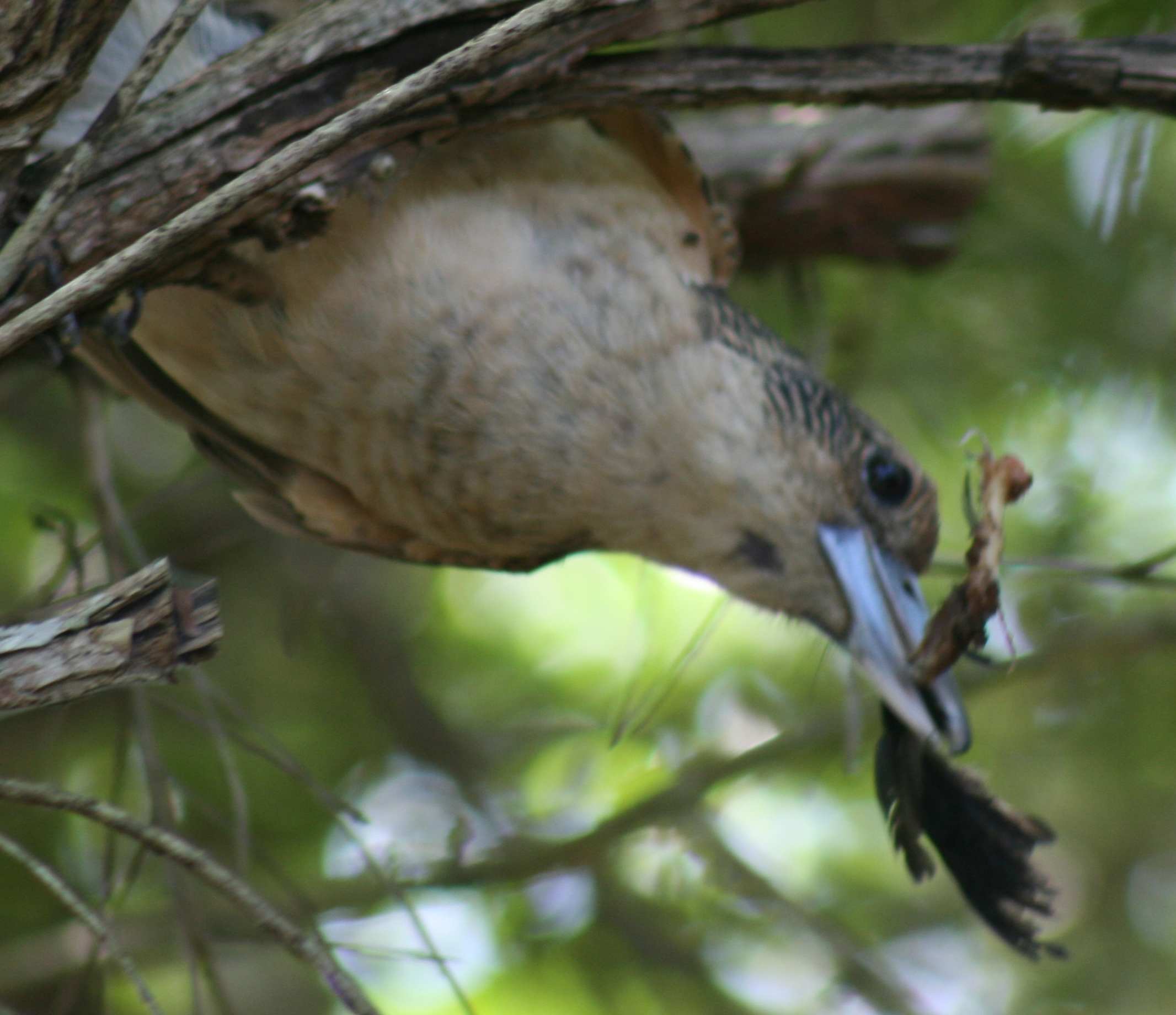